# Pitkäjärvi (Jukkasjärvi socken, Lappland, 754660-168900)
Pitkäjärvi är en sjö i Kiruna kommun i Lappland och ingår i Torneälvens huvudavrinningsområde. Sjön är 2,4 meter djup, har en area på 0,0584 kvadratkilometer och ligger 339,2 meter över havet. Pitkäjärvi ligger i Torne och Kalix älvsystem Natura 2000-område.

## Delavrinningsområde
Pitkäjärvi ingår i det delavrinningsområde (754214-169430) som SMHI kallar för Utloppet av Oinakkajärvi. Medelhöjden är 356 meter över havet och ytan är 53,91 kvadratkilometer. Räknas de 309 avrinningsområdena uppströms in blir den ackumulerade arean 5 870,79 kvadratkilometer. Avrinningsområdets utflöde Torneälven (Kamajåkka) mynnar i havet. Avrinningsområdet består mestadels av skog (67 procent). Avrinningsområdet har 11,05 kvadratkilometer vattenytor vilket ger det en sjöprocent på 20,5 procent. Bebyggelsen i området täcker en yta av 2,68 kvadratkilometer eller 5 procent av avrinningsområdet.